# Chavat Sde Bar
Chavat Sde Bar (hebrejsky חוות שדה בר , přepisováno též Havat Sdeh Bar) je izraelská osada typu společná osada (jišuv kehilati) na Západním břehu Jordánu v distriktu Judea a Samaří a v Oblastní radě Guš Ecion.

## Geografie
Nachází se v nadmořské výšce 570 metrů v severní části Judska a ve východní části Judských hor. Chavat Sde Bar leží cca 7 kilometrů jihovýchodně od města Betlém, cca 15 kilometrů jižně od historického jádra Jeruzalému a cca 65 kilometrů jihovýchodně od centra Tel Avivu. Osada Nokdim je na dopravní síť Západního břehu Jordánu napojena pomocí místní komunikace, která pak na severu ústí do lokální silnice číslo 356 (spojení na jih), a do lokální silnice číslo 398 (spojení směrem k severu, k aglomeraci Jeruzalému).
Je součástí rozptýlené sítě menších izraelských sídel ve východní části Guš Ecion poblíž starověké pevnosti Herodium. Jižním a východním směrem začíná prakticky neosídlená Judská poušť, na severní a východní straně se rozkládají četná palestinská sídla.